# Джазовый клуб Энди
Джазовый клуб Энди (англ. Andy's Jazz Club) – клуб,  основанный в 1951 году Энди Ризуто в Чикаго. Изначально клуб имел название «Гостиная Энди 11 Е» (Andy's 11 E. Lounge). Клуб располагается в нескольких кварталах от чикагской петли.
В 1975 году группа инвесторов приобрела клуб, изменив его название на «Энди» (Andy's). В настоящее время клуб является одной из наиболее знаменитых джазовых площадок Чикаго .
В 1977 году промоутеры традиционного джаза Пенни Тайлер (Penny Tyler) и Джон Дифоу (John Defauw) начали проводить в клубе джазовые выступления в обеденное время. Позже выступления стали проводиться  так же в 5 и 9 часов вечера. Выступления в 5 часов вечера, получившие название «Джаз в 5» (Jazz af Five), с тех пор стали чикагской традицией 
В разное время в клубе выступали Larry Coryell, Franz Jackson, Von Freeman, и Joey DeFrancesco.